# Bullou
Bullou est une ancienne commune française située dans le département d'Eure-et-Loir, en région Centre-Val de Loire : le 1er janvier 2018, Bullou a fusionné avec Dangeau et Mézières-au-Perche dans la commune nouvelle de Dangeau.

## Géographie

### Situation

Situation géographique
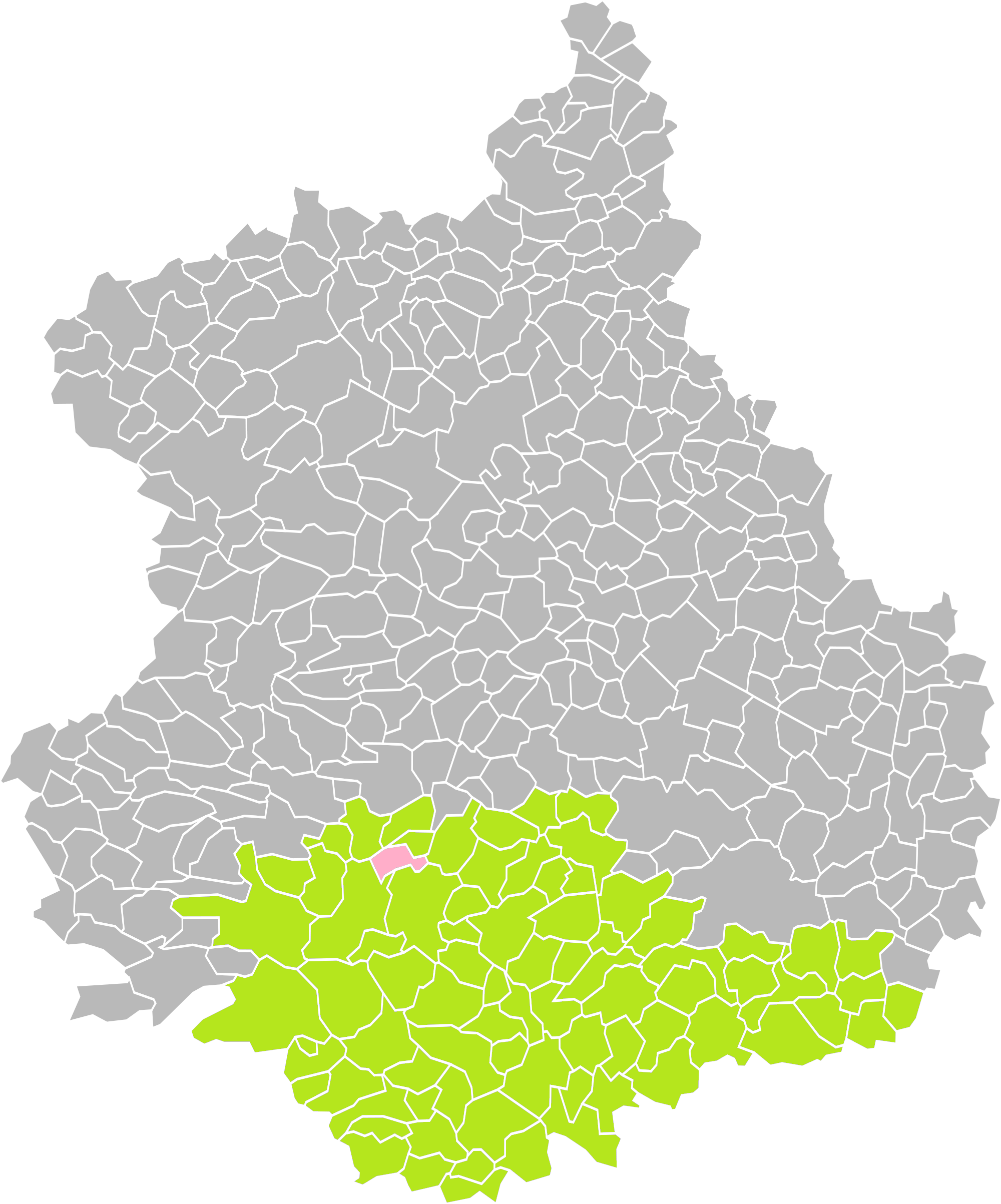
Bullou dans son arrondissement.
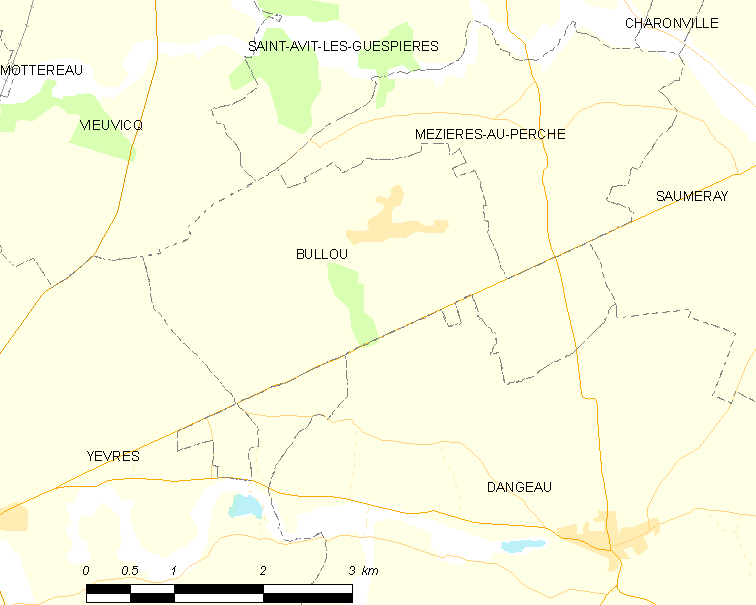
Carte de la commune de Bullou.

### Communes limitrophes
| Vieuvicq | Saint-Avit-les-Guespières | Mézières-au-Perche |
|          | Bullou                    | Saumeray           |
| Yèvres   | Dangeau                   | Dangeau            |

## Histoire

### Époque contemporaine

#### XXesiècle
Entre le 29 janvier 1939 et le 8 février, plus de 2 000 réfugiés espagnols fuyant l'effondrement de la république espagnole devant les troupes de Franco, arrivent en Eure-et-Loir. Devant l'insuffisance des structures d'accueil (le camp de Lucé et la prison de Châteaudun rouverte pour l’occasion), 53 villages sont mis à contribution, dont Bullou. Les réfugiés, essentiellement des femmes et des enfants (les hommes sont désarmés et retenus dans le sud de la France), sont soumis à une quarantaine stricte, vaccinés, le courrier est limité, le ravitaillement, s'il est peu varié et cuisiné à la française, est cependant assuré. Une partie des réfugiés rentrent en Espagne, incités par le gouvernement français qui facilite les conditions du retour, mais en décembre, 922 ont préféré rester et sont rassemblés à Dreux et Lucé.

## Politique et administration
Par arrêté préfectoral du 29 septembre 2017, les communes de Bullou, de Dangeau et de Mézières-au-Perche, fusionnent le 1er janvier 2018 pour former la commune nouvelle de Dangeau. Cependant, cette commune nouvelle est partagée entre les cantons de Châteaudun et de Brou en raison de l'appartenance des anciennes communes de Bullou et de Mézières-au-Perche à ce dernier. Le décret du 7 novembre 2019 entraîne le rattachement complet du territoire de la commune nouvelle de Dangeau au canton de Châteaudun.

### Liste des maires
| Période   | Période          | Identité                | Étiquette | Qualité  |
| --------- | ---------------- | ----------------------- | --------- | -------- |
| mars 2001 | mars 2008        | Jean-François Gaudichau |           |          |
| mars 2008 | 31 décembre 2017 | Alain Edmond            | SE        | Retraité |

## Population et société

### Démographie
L'évolution du nombre d'habitants est connue à travers les recensements de la population effectués dans la commune depuis 1793. À partir du 1er janvier 2009, les populations légales des communes sont publiées annuellement dans le cadre d'un recensement qui repose désormais sur une collecte d'information annuelle, concernant successivement tous les territoires communaux au cours d'une période de cinq ans. 
Pour les communes de moins de 10 000 habitants, une enquête de recensement portant sur toute la population est réalisée tous les cinq ans, les populations légales des années intermédiaires étant quant à elles estimées par interpolation ou extrapolation. Pour la commune, le premier recensement exhaustif entrant dans le cadre du nouveau dispositif a été réalisé en 2007,.
En 2015, la commune comptait 238 habitants, en évolution de +5,31 % par rapport à 2010 (Eure-et-Loir : +1,94 %, France hors Mayotte : +2,49 %).
| 1793 | 1800 | 1806 | 1821 | 1831 | 1836 | 1841 | 1846 | 1851 |
| ---- | ---- | ---- | ---- | ---- | ---- | ---- | ---- | ---- |
| 392  | 398  | 405  | 413  | 457  | 467  | 470  | 452  | 436  |

| 1856 | 1861 | 1866 | 1872 | 1876 | 1881 | 1886 | 1891 | 1896 |
| ---- | ---- | ---- | ---- | ---- | ---- | ---- | ---- | ---- |
| 465  | 480  | 503  | 475  | 434  | 479  | 440  | 363  | 400  |

| 1901 | 1906 | 1911 | 1921 | 1926 | 1931 | 1936 | 1946 | 1954 |
| ---- | ---- | ---- | ---- | ---- | ---- | ---- | ---- | ---- |
| 351  | 366  | 373  | 333  | 331  | 330  | 336  | 302  | 283  |

| 1962 | 1968 | 1975 | 1982 | 1990 | 1999 | 2007 | 2012 | 2014 |
| ---- | ---- | ---- | ---- | ---- | ---- | ---- | ---- | ---- |
| 245  | 219  | 193  | 173  | 204  | 205  | 214  | 240  | 245  |

| 2015 | - | - | - | - | - | - | - | - |
| ---- | - | - | - | - | - | - | - | - |
| 238  | - | - | - | - | - | - | - | - |

## Culture locale et patrimoine

### Lieux et monuments
- Église Saint-Pierre.

Lieux et monuments
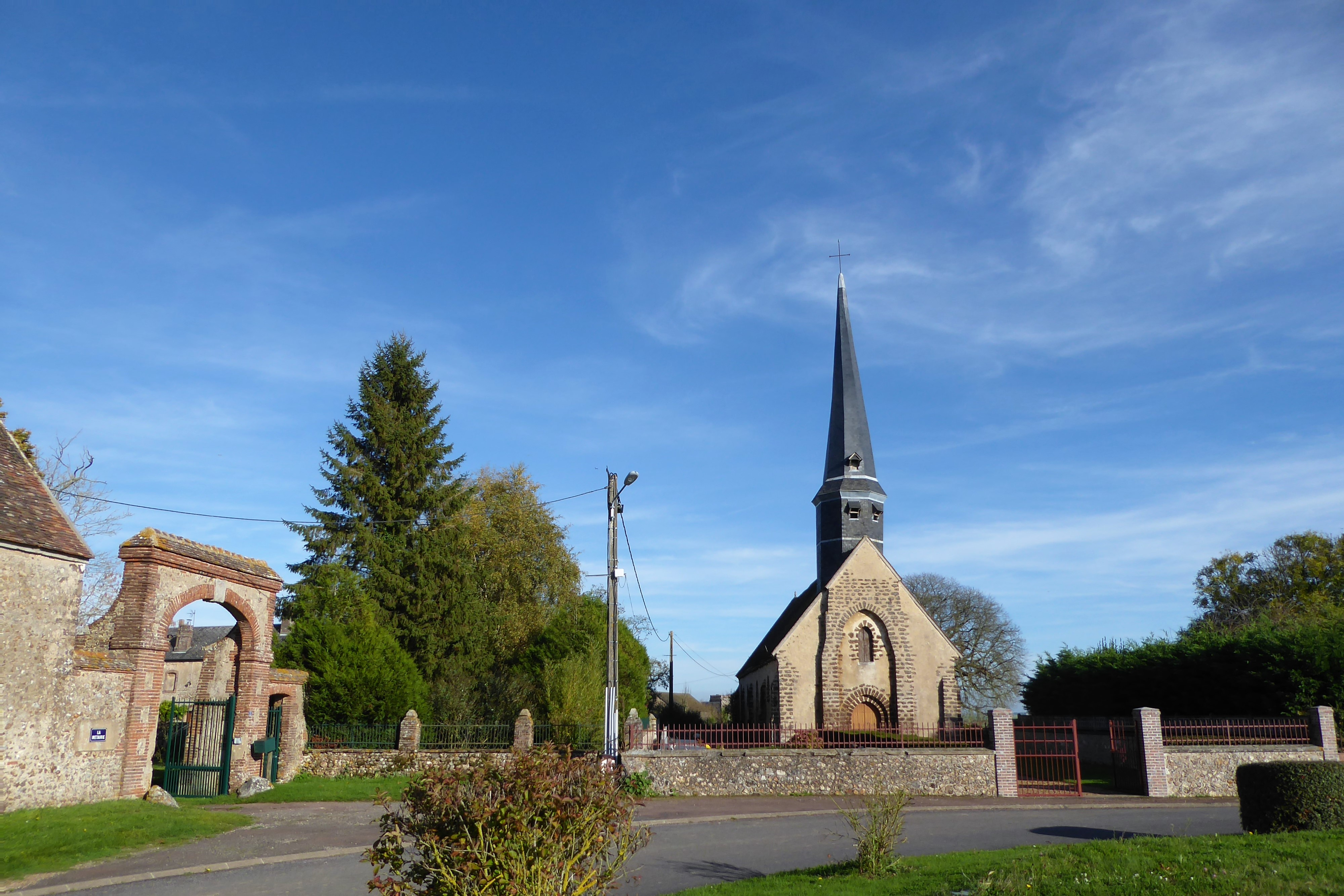
Église Saint-Pierre.
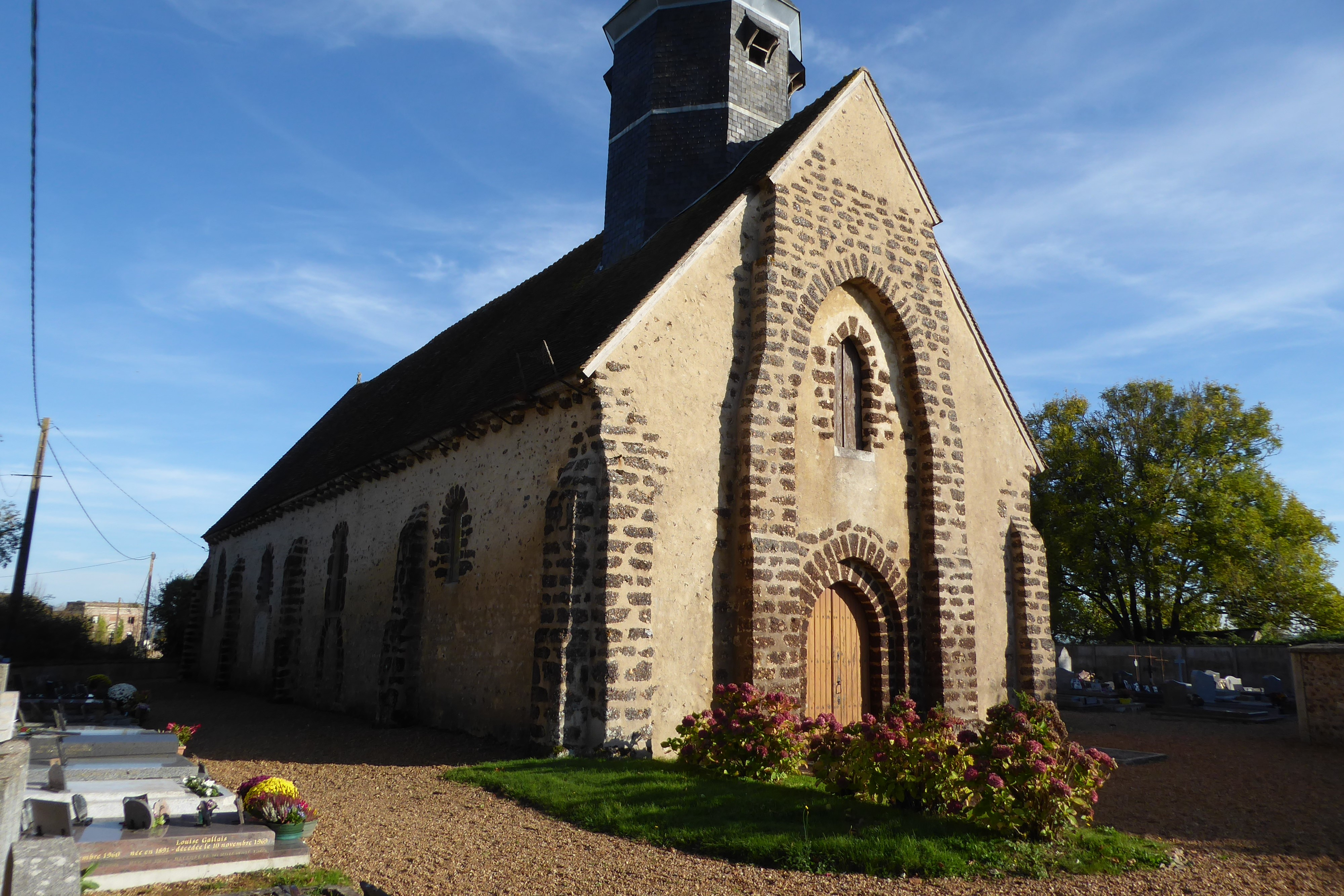
Façades ouest et nord de l'église.
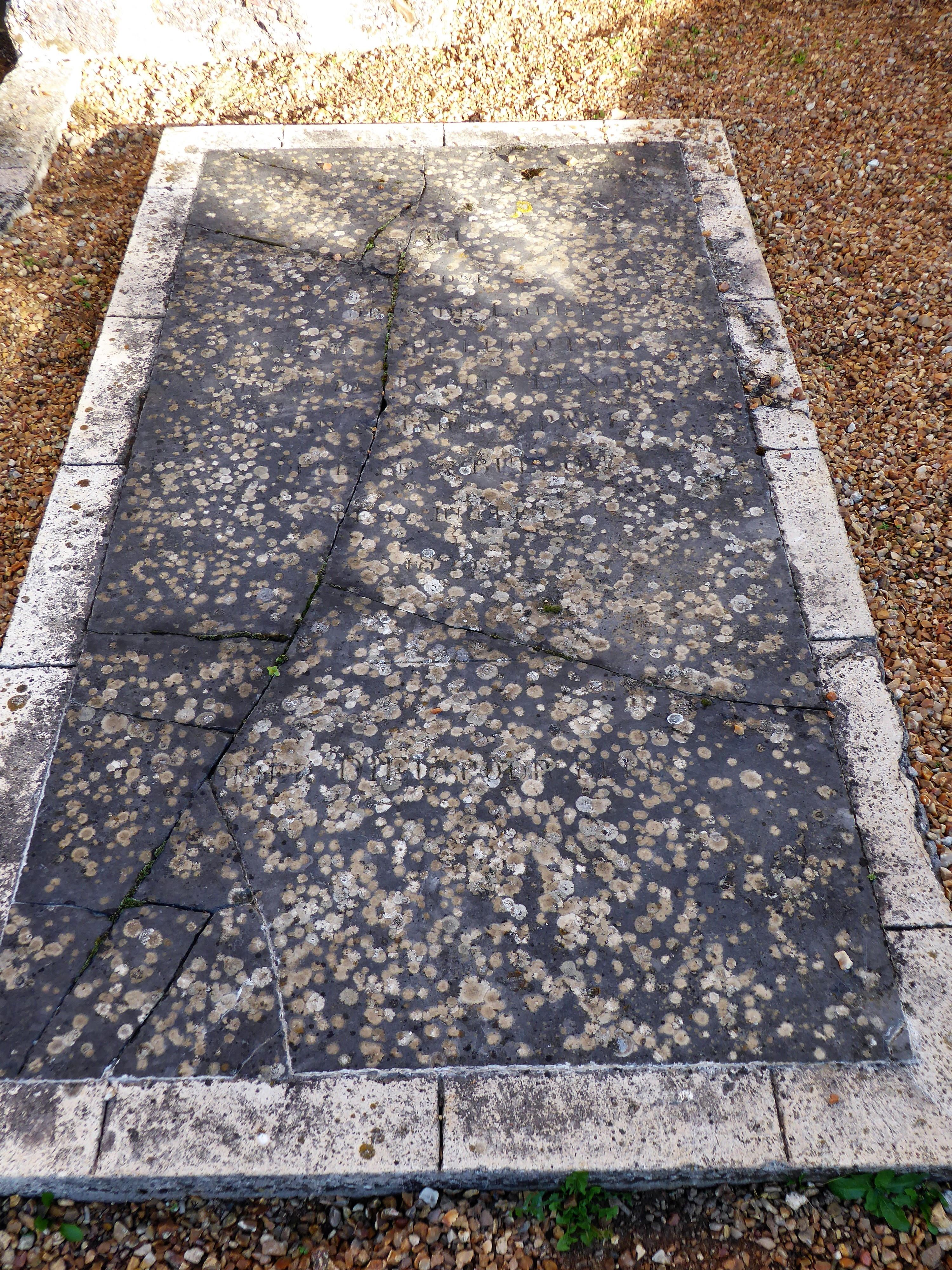
Dalle funéraire à l'entrée de l'église.
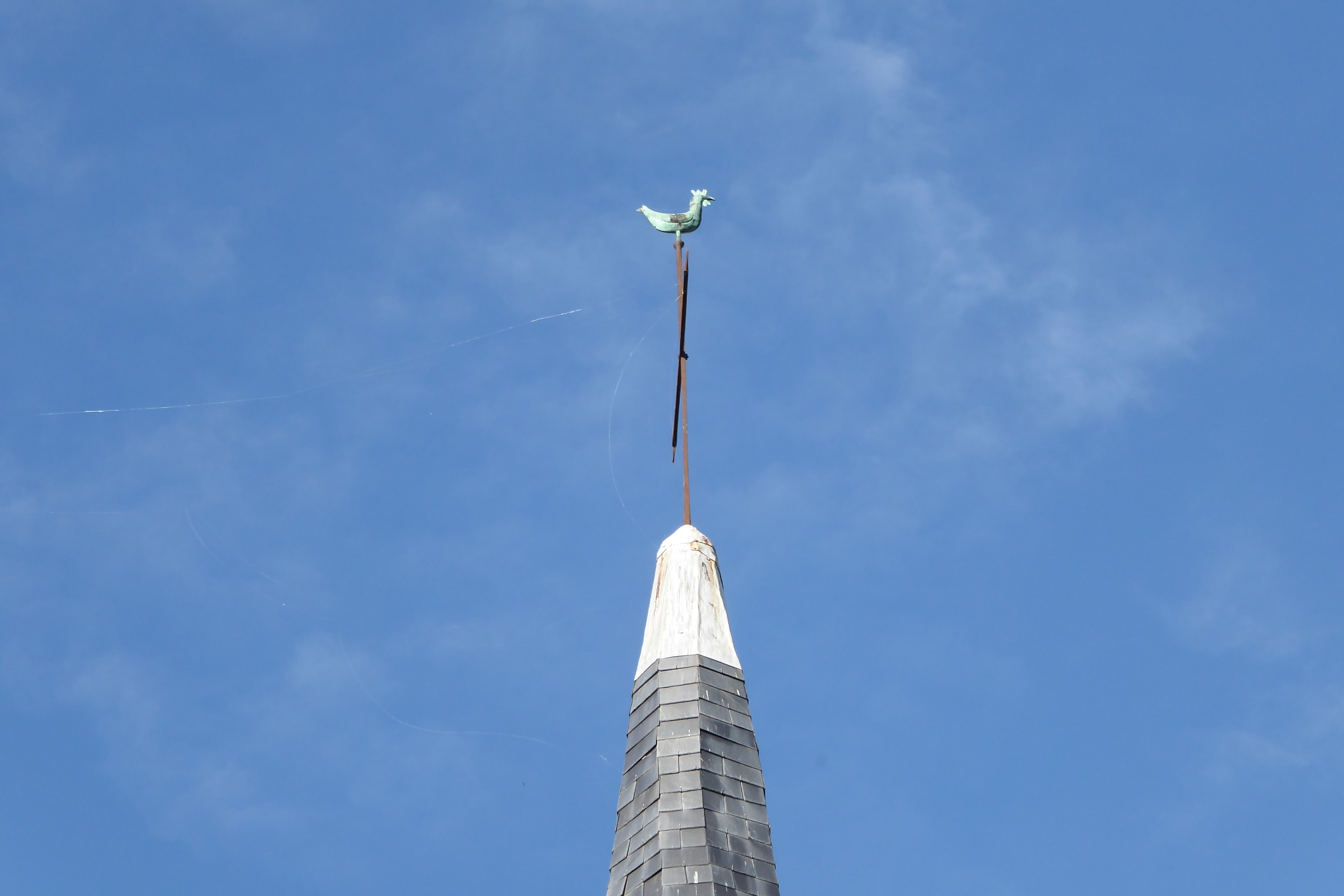
Le coq, entouré de fils de la Vierge.

### Personnalités liées à la commune
- Pierre (de) Bullou, descendant des barons de Bullou.[réf. nécessaire]